# Formula di Cauchy per integrazioni ripetute
In analisi matematica, la formula di Cauchy per integrazioni ripetute, il cui nome deriva da Augustin-Louis Cauchy, rappresenta un modo per calcolare più integrali ripetuti mediante un'unica formula.

## Enunciato
Sia {\displaystyle f} una funzione continua definita sulla retta reale positiva. Allora l'integrale ripetuto
{\displaystyle f^{(-n)}(x)=\int _{0}^{x}\int _{0}^{\sigma _{1}}\cdots \int _{0}^{\sigma _{n-1}}f(\sigma _{n})d\sigma _{n}\cdots d\sigma _{2}d\sigma _{1}}
è dato dal singolo integrale
{\displaystyle f^{(-n)}(x)={\frac {1}{(n-1)!}}\int _{0}^{x}\left(x-y\right)^{n-1}f(y)dy}.

## Dimostrazione
La dimostrazione è data usando il principio d'induzione.  Poiché {\displaystyle f} è continua, il caso base segue dal teorema fondamentale del calcolo integrale:
{\displaystyle {\frac {\mathrm {d} }{\mathrm {d} x}}f^{(-1)}(x)={\frac {\mathrm {d} }{\mathrm {d} x}}\int _{a}^{x}f(t)\,\mathrm {d} t=f(x)};
dove
{\displaystyle f^{(-1)}(a)=\int _{a}^{a}f(t)\,\mathrm {d} t=0}.
Ora, supposto questo vero per {\displaystyle n}, non resta che provarlo per {\displaystyle n+1} . Per prima cosa, utilizzando la regola integrale di Leibniz per portare la derivata dentro il segno d'integrale, si nota che
{\displaystyle {\frac {\mathrm {d} }{\mathrm {d} x}}\left[{\frac {1}{n!}}\int _{a}^{x}\left(x-t\right)^{n}f(t)\,\mathrm {d} t\right]={\frac {1}{(n-1)!}}\int _{a}^{x}\left(x-t\right)^{n-1}f(t)\,\mathrm {d} t}.
Allora, applicando l'ipotesi induttiva, 
{\displaystyle {\begin{aligned}f^{-(n+1)}(x)&=\int _{a}^{x}\int _{a}^{\sigma _{1}}\cdots \int _{a}^{\sigma _{n}}f(\sigma _{n+1})\,\mathrm {d} \sigma _{n+1}\cdots \,\mathrm {d} \sigma _{2}\,\mathrm {d} \sigma _{1}\\&=\int _{a}^{x}{\frac {1}{(n-1)!}}\int _{a}^{\sigma _{1}}\left(\sigma _{1}-t\right)^{n-1}f(t)\,\mathrm {d} t\,\mathrm {d} \sigma _{1}\\&=\int _{a}^{x}{\frac {\mathrm {d} }{\mathrm {d} \sigma _{1}}}\left[{\frac {1}{n!}}\int _{a}^{\sigma _{1}}\left(\sigma _{1}-t\right)^{n}f(t)\,\mathrm {d} t\right]\,\mathrm {d} \sigma _{1}\\&={\frac {1}{n!}}\int _{a}^{x}\left(x-t\right)^{n}f(t)\,\mathrm {d} t\end{aligned}}}
e questo completa la dimostrazione.

## Applicazioni
Nel calcolo frazionario, questa formula può essere usata per costruire una nozione di differintegrale, permettendo di derivare e integrare un numero frazionale di volte. Integrare un numero frazionario di volte con questa formula è chiaro, infatti basta interpretare {\displaystyle (n-1)!} come {\displaystyle \Gamma (n)} (vedere funzione Gamma). Derivare invece può essere realizzato grazie all'integrazione frazionaria, e dopo differenziando il risultato.